# Intercambio (antropología)
En el ámbito de la antropología se denomina intercambio, a una serie de procesos que tienen como partícipes necesarios a dos grupos sociales o culturas. En un proceso de intercambio un grupo cede o transfiere; en algunos casos a sabiendas y en otras en forma inconsciente; algún elemento, persona o conocimiento a otro grupo.

## Tipos de intercambios
- Intercambio de mujeres: esta práctica está relacionada con la prohibición del incesto, y hace referencia a la búsqueda de la pareja fuera del núcleo familiar. El tema fue especialmente analizado por el etnólogo francés Claude Lévi-Strauss, quien hace notar que su sentido se encuentra en mayor medida relacionado con buscar fuera del núcleo familiar inmediato a un compañero sexual, que en el mero intercambio.[3][4]
- Intercambio de bienes: este caso es una situación de trueque en el cual un grupo provee un tipo de bien (por ejemplo: sal, pieles, algún mineral, animales) y a cambio recibe otro tipo de bien.
- Intercambio de conocimientos: en este caso un grupo transfiere (muchas veces sin apercibirse de ello), a otro grupo, el conocimiento sobre cierta técnica, creencia o culto.
- Intercambio de elementos de lenguaje: en este caso un grupo adopta y adapta vocablos, expresiones o giros idiomáticos, de la lengua que habla otras cultura o etnia.